# Арабиногалактан
Арабиногалакта́н — полисахарид, входящий в состав камедей покрытосеменных и некоторых голосеменных (в особенности его много в камеди лиственницы), также является исключительным компонентом клеточной стенки микобактерий.

## Физико-химические свойства
Представляет собой твёрдое аморфное вещество, светло-коричневого цвета, без запаха, имеет сладковатый вкус. Растворимое в холодной воде (5 г/100 мл), при нагревании растворимость растёт.

## Нахождение в природе
Арабиногалактаны содержатся в ряде систем микроорганизмов, особенно у кислостойких микобактерий, где они концентрируются между пептидогликанами и миколовыми кислотами, вместе с ними образуя стенки клеток, а также влияя на иммунореактивность моноцитов и макрофагов антигена туберкулёзных микобактерий.
Богатыми источниками арабиногалактанов являются также многие съедобные и несъедобные растения. В растениях они содержатся, в основном, в форме гликопротеина, связанного с белковой цепочкой либо а-амино-b-оксимасляной, пирролидин-карбоновой или альфа-амино-бета-оксипропионовой кислоты («арабиногалактанового белка»).

## Применение
в пищевом производстве
Используется в качестве разрешённой на территории РФ пищевой добавки E409 (стабилизатор).
в фармацевтике
Арабиногалактан применяют как вяжущее вещество, а также для повышения всасываемости лекарственных средств с низкой биодоступностью.